# Ernesto de Stolberg-Ilsenburg
El conde Ernesto de Stolberg-Ilsenburg (25 de marzo de 1650 en Ilsenburg - 9 de noviembre de  1710 en Ilsenburg) fue un noble alemán. Fue conde imperial y conde gobernante de Königstein, Rochefort, Wernigerode y Hohnstein, así como señor de Eppstein, Münzenberg, Breuberg, Agimont, Lohra y Klettenberg.

## Vida
Era hijo del conde Enrique Ernesto de Stolberg y de su esposa Ana Isabel. El 10 de junio de 1672 contrajo matrimonio con Sofía Dorotea de Schwarzburgo-Arnstadt (8 de junio de 1647 - 26 de abril de 1708). Sus dos hijos varones murieron en la infancia. Su única hija, Sofía Isabel, lo sobrevivió. Ella se casó con Enrique XIII, príncipe y posteriormente, conde de Reuss-Untergreiz.
Ernesto murió el 9 de noviembre de 1710. Fue enterrado en la iglesia del castillo en Ilsenburg el 21 de diciembre de 1710. Como no tenía heredero varón, sus posesiones pasaron a su sobrino Cristián Ernesto de Stolberg-Wernigerode. En su testamento, dejó 1000 táleros a una fundación caritativa, que había sido creada cuando su esposa dejó 500 táleros en su testamento. Esta fundación fue conocida como el Legado de Greizer; apoyó a los pobres y necesitados en el Condado de Wernigerode hasta 1931.